# Symphurus megasomus
Symphurus megasomus är en fiskart som beskrevs av Lee, Chen och Shao 2009. Symphurus megasomus ingår i släktet Symphurus och familjen Cynoglossidae. Inga underarter finns listade i Catalogue of Life.